# Complexul Sportiv Raional Orhei
Complexul Sportiv Raional Orhei – wielofunkcyjny stadion w Orgiejowie, w Mołdawii. Został otwarty w 1980 roku, w latach 2005–2007 został zmodernizowany. Obiekt może pomieścić 3023 widzów. Swoje spotkania na arenie rozgrywają piłkarze klubu Milsami Orgiejów. Na stadionie rozegrano finał piłkarskiego Pucharu Mołdawii w sezonie 2011/12 (27 maja 2012 roku: Milsami Orgiejów – CSCA-Rapid Kiszyniów 0:0, k. 5:3).